# 亚洲风剧场
亚洲风剧场，是星空卫视周一至周五晚19：00～21：00播映电视剧的时段。星空卫视称其为「亚洲最顶级收视强档」。该栏目的内容有一定的地域限制，即一般情况下播放台湾、韩国、日本、中国大陆的电视剧，曾经也播出过印度剧。亚洲风剧场播出的电视剧类型为：青春剧、偶像剧、励志剧、爱情剧、悬疑剧、肥皂剧等，以外购电视剧集为主。

## 播放过的部分节目（大部分是首播也有重播）

### 不确定播放年份
- 《咖啡王子一号店》
- 《极道鲜师》
- 《霹雳MIT》
- 《一枝梅》
- 《黑糖玛奇朵》
- 《黑糖群侠传》
- 《篮球火》
- 《豪门本色》
- 《最强七友》
- 《春天华尔兹》
- 《我的女孩》
- 《哈啰小姐》
- 《极道鲜师》
- 《极道鲜师Ⅲ》
- 《快刀洪吉童》
- 《垂涎之岛》
- 台版《流星花园》
- 台版《流星花园Ⅱ》
- 日版《花样男子》
- 日版《花样男子Ⅱ》

### 2008年
- 《甜心特工》（2008年11月25日[2]-2009-03-03）

### 2009年
- 《情迷贝多芬》（2009年3月4日[3]-2009年4月30日）
- 《极道鲜师2》（2009年5月18日[4]-2009年5月25日）
- 《极道鲜师3》
- 《篮球火》（2009年5月25日[5]-？）
- 《食客》（2009年7月2日[6]-？）
- 韩版《花样男子》（2009年7月8日-2009年7月31日）
- 《命中注定我爱你》 （2009年8月3日 - 2009年8月28日）
- 《丑男大翻身》（2009年8月28日 - 2009年9月15日）
- 《败犬女王》（2009年9月15日 - 2009年10月8日）
- 《萤之光》（2009年11月12日[7]-？）
- 《绝对男友》（2009年12月2日[8]-？）

### 2010年
- 《福气又安康》（2010年2月23日起）
- 《甜心特工》(2010年3月14日 - 2010年3月31日）
- 《生死迷谍IRIS》（2010年4月16日开播）
- 《狗和狼的时间》
- 《我的花样继子》
- 《三个爸爸一个妈》（2010年5月14日[9]-7月2日？）
- 《桃花小妹》（2010年7月5日[10]-8月15日）
- 《我的帅管家》（2010年8月16日-2010年8月20日）
- 《原来是美男》（2010年8月23日[11]-2010年9月7日）
- 《极道鲜师Ⅱ》（2010年9月8日-2010年9月21日）
- 《偷心大圣》（2010年9月22日[12]-12月31日？）
- 《女王不下班》（2010年12月31日晚上8点起）

### 2011年
- 《逃亡者》（2011年3月29日[13]-？）
- 《国民英雄》（2011年6月9日-2011年6月29日）[14]
- 《玛丽外宿中》（2011年6月30日-2011年7月8日）
- 《震撼鲜师》（2011年7月11日-2011年7月18日）
- 《我的花样继子》（2011年7月19日-2011年8月2日）
- 《梦想高飞》（2011年8月3日-2011年8月11日）
- 《秘密花园》（2011年8月12日-）
- 《城市獵人》

### 2012年
- 《黃金魚》（2012年2月13日-2012年3月27日）
- 《欲望的火花》（2012年3月28日-2012年4月26日）
- 《聽得到我的心聲嗎?》（2012年4月26日-2012年5月18日）
- 《我也是花》（2012年5月18日-2012年5月29日）
- 《擁抱太陽的月亮》（2012年5月30日-2012年6月12日）
- 《搞笑一家人2》（2012年6月13日-2012年7月14日）
- 《搞笑一家人3》（2012年7月14日-2012年8月14日）
- 《眾神的晚餐》（2012年8月14日-2012年9月6日）
- 《宮S》（2012年9月7日-2012年9月20日）
- 《The King 2 Hearts》（2012年9月21日-2012年10月5日）
- 《宮》（2012年10月6日-2012年10月26日）
- 《享受人生》（2012年10月27日-2012年12月17日）
- 《愛情萬萬歲》（2012年12月18日-2013年2月8日）

### 2013年
- 《不屈的兒媳婦》（2013年2月9日-2013年3月25日）（全國獨家首播）
- 《伊甸園之東》（2013年3月26日-2013年5月8日）（全國獨家首播）
- 《仁醫》（2013年5月9日-2013年5月25日）（全國獨家首播）
- 《你真漂亮》（2013年5月26日-2013年7月9日）（全國獨家首播）
- 《想你》（2013年7月10日-2013年7月25日）（全國獨家首播）
- 《阿娘使道傳》（2013年7月25日-2013年8月8日）（全國獨家首播）
- 《五月女王》（2013年8月9日-2013年9月4日）（全國獨家首播）
- 《我愛你，不要哭》（2013年9月4日-2013年10月19日）（全國獨家首播）
- 《黃金時間》（2013年10月20日-2013年11月5日）（全國獨家首播）
- 《赤子之心》（2013年11月6日-2013年11月24日）（全國獨家首播）
- 《逆轉女王》（2013年11月25日-2013年12月15日）（全國獨家首播）
- 《情迷高跟鞋》（2013年12月16日-2013年12月27日）（全國獨家首播）
- 《狗和狼的時間》（2013年12月28日-2014年1月8日）

### 2014年
- 《兩周》（2014年1月9-20日）（全國獨家首播）
- 《全部我的愛》（2014年1月21日-3月14日）（全國獨家首播）
- 《百年遺產》（2014年3月14日-4月20日）（全國獨家首播）
- 《點石成金》（2014年4月21日-5月28日）（全國獨家首播）
- 《火之女神井兒》（2014年5月29日-6月21日）（全國獨家首播）
- 《九家之書》（2014年6月22日-7月9日）（全國獨家首播）
- 《雷普利小姐》（重播）（2014年7月10-24日）
- 《秘密花園》（重播）（2014年7月25日-8月6日）
- 《城市獵人》（重播）（2014年8月6-20日）
- 《浪漫滿屋》（2014年8月21日-9月14日）（全國獨家首播）
- 《我的女儿素英》（2014年9月15日 - 10月21日）（全國獨家首播）
- 《順藤而上的你》（2014年10月22日-12月3日）（全國獨家首播）
- 《生死謎諜IRIS》（重播）（2014年12月3 - 15日）
- 《生死謎諜2》（2014年12月16 - 30日）（全國獨家首播）
- 《欢喜冤家》（2014年12月30日-2015年1月14日）（全國獨家首播）

### 2015年
- 《未來的選擇》
- 《夢想高飛》（重播）
- 《夢想高飛2》
- 《成均館緋聞》（全国独家首播）
- 《最佳李純信》（3月6日-4月12日）(全国独家首播)
- 《童顏美女》（4月12日-4月28日）(重播)
- 《職場之神》（4月28日-5月10日）(全国独家首播)
- 浪漫小镇 （5月22日-）（全国独家首播）
- 下一站，幸福 （6月24日-）（全国独家首播）
- 那一年的幸福时光 （7月11日-7月27日） （全国独家首播）
- 学校2013 （7月28日-8月8日）（全国独家首播）
- 学习之神 （8月9日-8月20日） （全国独家首播）
- 豪杰春香 （8月21日-9月2日） （全国独家首播）
- 达子的春天 （9月2日-9月18日） （全国独家首播）
- 无敌珊宝妹 （9月19日-10月4日） （全国独家首播）
- 玫瑰人生 （10月4日-10月25日）（全国独家首播）
- 犀利人妻 （10月26日-11月13日）（全国独家首播）
- 向左走，向爱走 （11月14日-）（全国独家首播）
- 云上的诱惑 （12月2日-）（全国独家首播）